# NGC 3958
NGC 3958 (również PGC 37358 lub UGC 6880) – galaktyka spiralna z poprzeczką (SBa), znajdująca się w gwiazdozbiorze Wielkiej Niedźwiedzicy. Odkrył ją William Herschel 18 marca 1790 roku. Jest to galaktyka z aktywnym jądrem typu LINER.